# Comité Islandés para los Nombres
El Comité Islandés para los Nombres (en islandés: Mannanafnanefnd) es un cuerpo de gobierno fundado en 1991 que controla la introducción de nuevos nombres propios a la cultura propia de Islandia: determina si un nombre que no ha sido usado en el país con anterioridad es adecuado para la integración en el idioma islandés. Para ser aceptado, el nombre solo puede contener letras que se encuentren en el alfabeto islandés, y tiene que poder ser declinable para ajustarse al caso gramatical. El nombre también debe ser compatible con las tradiciones, y en ese caso no debe provocar vergüenza en aquel o aquella que tenga el nombre. El comité lo forman tres designados que sirven en esta función durante cuatro años, y son elegidos por el ministro de Justicia y Derechos Humanos islandés de acuerdo con las recomendaciones de la Universidad de Islandia.